# إبراهيم الجوير
 إبراهيم عبد الرحمن الجوير  لاعب كرة قدم سعودي معتزل ولد في الخرج.

## بدايته
بدأ في نادي السلمية بمحافظة الخرج في عام 1414 .

## انتقالاته
-انتقل إلى نادي الشعلة عام 1418 هـ .
-انتقل إلى نادي الهلال في عام 1419 هـ .
-إنتقل إلى نادي الشعلة عام 1421 هـ
-أعير إلى نادي الوكرة القطري في عام 1423 هـ.

## تجربته الاحترافية الخارجية
خاض تجربة احترافية في نادي الوكره القطري موسم 1423 هـ بعد نهاية الدوري السعودي.

## مساهماته مع نادي الشعلة
حقق الصعود للممتاز مرتين مع الشعلة مواسم 1421 هـ 1423 هـ.

## الاعتزال
- اعتزل نواف بعد الإصابة في عمر 28 سنة .

## تكريمه
أقيم حفل اعتزاله بين نادي الشعلة و نادي الهلال و انتهى اللقاء بالتعادل 2-2 .